# Ізвін
Ізвін (рум. Izvin) — село у повіті Тіміш в Румунії. Адміністративно підпорядковане місту Рекаш.
Село розташоване на відстані 393 км на північний захід від Бухареста, 18 км на схід від Тімішоари.

## Населення
За даними перепису населення 2002 року у селі проживала 1471 особа.
Національний склад населення села:
| Національність | Кількість осіб | Відсоток |
| -------------- | -------------- | -------- |
| румуни         | 1336           | 90,8%    |
| цигани         | 63             | 4,3%     |
| угорці         | 37             | 2,5%     |
| серби          | 23             | 1,6%     |
| німці          | 6              | 0,4%     |

Рідною мовою назвали:
| Мова      | Кількість осіб | Відсоток |
| --------- | -------------- | -------- |
| румунська | 1366           | 92,9%    |
| циганська | 42             | 2,9%     |
| угорська  | 34             | 2,3%     |
| сербська  | 22             | 1,5%     |